# Грайффенхаген, Вильгельм
Томас Вильгельм Грайффенхаген (нем. Thomas Wilhelm Greiffenhagen; 1821, Архангельск —1890/1891, Ревель) — политик балтийско-немецкого происхождения. Мэр Ревеля (ныне Таллин) с июня 1883 по август 1885 года.

## Биография
Родился 19 ноября (1 декабря) 1821 года в Архангельске. Происходил из семьи банковского служащего, переехавшего в Россию из Восточной Пруссии — из Кёнигсберга.
Получил школьное образование в Хедерслебене и Шлезвиге, куда семья вернулась после смерти его отца. Изучать юриспруденцию начал в Дерптском университете (1841—1842), продолжив его в Бонне, Гейдельберге и Берлине; степень магистра получил в 1856 году в Дерпте. Переехав в Ревель в 1850 году, он сначала работал учителем в школе для мальчиков Мюллера, затем чиновником в губернском управлении, а с 1856 года — в Ревельской ратуше.
Был одним из основателей немецкоязычного журнала Revalsche Zeitung, первой политической газеты Эстонии, и был её главным редактором в 1864—1867 годах.
С 1866 по 1874 год был главным секретарём Ревельской ратуши, а с 1874 по 1883 год — городским советником (синдиком). В 1878 году Грейффенхаген стал вице-мэром, а после отставки барона Александра фон Икскюля в сентябре 1883 года стал мэром. После отказа использовать русский язык в официальной переписке по представлению губернатора Эстляндской губернии С. В. Шаховского он был уволен по указу императора 8 августа 1885 года за неисполнение правительственного регламента и предан суду. Тем не менее, 18 сентября 1885 года городской совет выразил благодарность уходящему Грайффенхагену за его работу на посту мэра. В мае 1888 года Верховный суд Эстонии оправдал Грайффенхагена, но прокурор обжаловал решение в Сенате, где мэр был окончательно признан виновным. 
Призвал к более широкому политическому участию эстонских крестьян в процессе принятия политических решений и тем самым выступил против влиятельных кругов эстонского рыцарства.
Будучи вице-президентом (а затем и библиотекарем), он также играл ведущую роль в деятельности одного из центров интеллектуальной жизни Таллина — Эстонского литературного общества.
Умер в Ревеле 28 декабря 1890 (9 января 1891) года.

## Семья
Женился в Ревеле первый раз 7 февраля 1857 года — на Евгении Берг (1831—1859). После смерти жены, 6 января 1861 года женился на её младшей сестре Аделе Берг (1838—1895) Их дети:
- Вильгельм-Адольф (1862—1916) — врач, доктор медицины
- Отто (1871—1938) — выдающийся историк, архивариус и музыкальный критик[2].